# Icerya montserratensis
Icerya montserratensis är en insektsart som beskrevs av Riley 1890. Icerya montserratensis ingår i släktet Icerya och familjen pärlsköldlöss. Inga underarter finns listade i Catalogue of Life.